# Hiʻiaka (Mond)
Hiʻiaka ist der äußere und größere Mond des Zwergplaneten Haumea. Sein mittlerer Durchmesser beträgt etwa 310 Kilometer, was etwa 1/5 des (mittleren) Durchmessers von Haumea entspricht.

## Entdeckung und Benennung
Hiʻiaka wurde am 28. Januar 2005 von einem Team bei Beobachtungen vom 26. bis 30. Januar beim Keck-Observatorium auf Mauna Kea auf Hawaii entdeckt. Als Name wurde vom Entdeckerteam provisorisch Rudolph vorgeschlagen, der Name des bekanntesten Rentiers des Weihnachtsmanns in einem populären US-amerikanischen Weihnachtslied. Der Mond erhielt die vorläufige Bezeichnung S/2005 (2003 EL61) 1.
Am 17. September 2008 wurde der Mond nach Hiʻiaka benannt, der hawaiischen Göttin, die aus dem Mund von Haumea geboren sein soll. Hiʻiaka ist die Göttin des Tanzes und Patronin der großen Insel von Hawaii.

## Bahneigenschaften

Die Bahnen von Namaka (grün) und Hiʻiaka (cyan)

Der Begleiter umrundet Haumea in einer prograden, leicht elliptischen Umlaufbahn zwischen 47.321 und 52.439 km Abstand zu deren Zentrum (Große Bahnhalbachse 49.880 km beziehungsweise geschätzte 45 Haumea-Äquatorradien). Die Bahnexzentrizität beträgt 0,0513, die Bahn ist 126,356° gegenüber der Ekliptik geneigt. Zusätzlich ist die Umlaufbahn gegenüber dem zweiten Mond Namaka um etwa 13° gekippt (nach früheren Berechnungen 40°).
Hiʻiaka ist womöglich verantwortlich für die ungewöhnlich hohen Exzentrizität des inneren Mondes Namaka, die durch Störungen aufgrund Resonanzen verursacht wird. Zurzeit befinden sie sich annähernd in einer 8:3 Resonanz. Es wird angenommen, dass durch die Gezeitenkräfte beide Monde nach außen wandern.
Hiʻiaka umläuft Haumea in 49 Tagen 11 Stunden und 5,3 Minuten, was rund 2091,9 Umläufen in einem Haumea-Jahr (rund 283,28 Erdjahre) entspricht.

## Physikalische Eigenschaften
Hiʻiaka hat einen Durchmesser von geschätzten 320 km, beruhend auf dem angenommenen Rückstrahlvermögen von 80 %. Die Oberfläche ist damit sehr hell. Ihre Dichte wird wie Namaka auf 1,0 ± 0,5 g/cm3 geschätzt. Starke Absorption bei Wellenlängen von 1,2 und 2 Mikrometern im infraroten Spektrum weist darauf hin, dass die Oberfläche hauptsächlich aus Wassereis besteht. Die mittlere Oberflächentemperatur von Namaka wird auf −241 °C (32 K) geschätzt.
Die Masse von Hiʻiaka wird heute auf 1,79 ∙ 1019 kg geschätzt, wenn man die gleiche Dichte und Albedo wie bei Haumea annimmt, also eine Masse von etwa 0,45 Prozent derer des Zentralkörpers.
Es ist möglich, dass Hiʻiaka aus Material eines Einschlags eines anderen Körpers in Haumea entstanden ist.

## Erforschung
Seit der Entdeckung 2005 konnte Hiʻiaka nur durch erdgebundene Teleskope beobachtet werden und dabei seine Bahnelemente bestimmt werden.
1999 erfolgte von der Erde aus gesehen eine Bedeckung des Mondes durch seinen Zentralkörper, dies wird sich erst wieder im Jahr 2138 ereignen.